# Suzuki LS 650 Savage

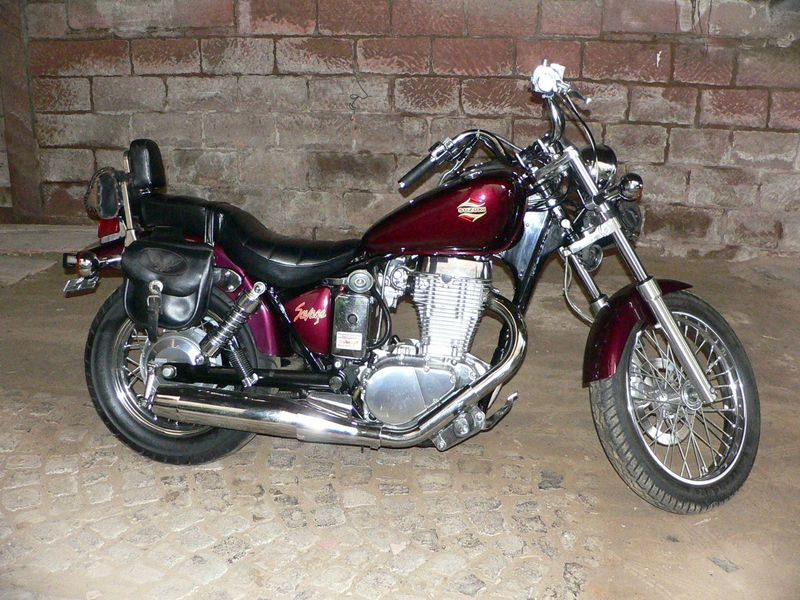
Suzuki Savage LS 650

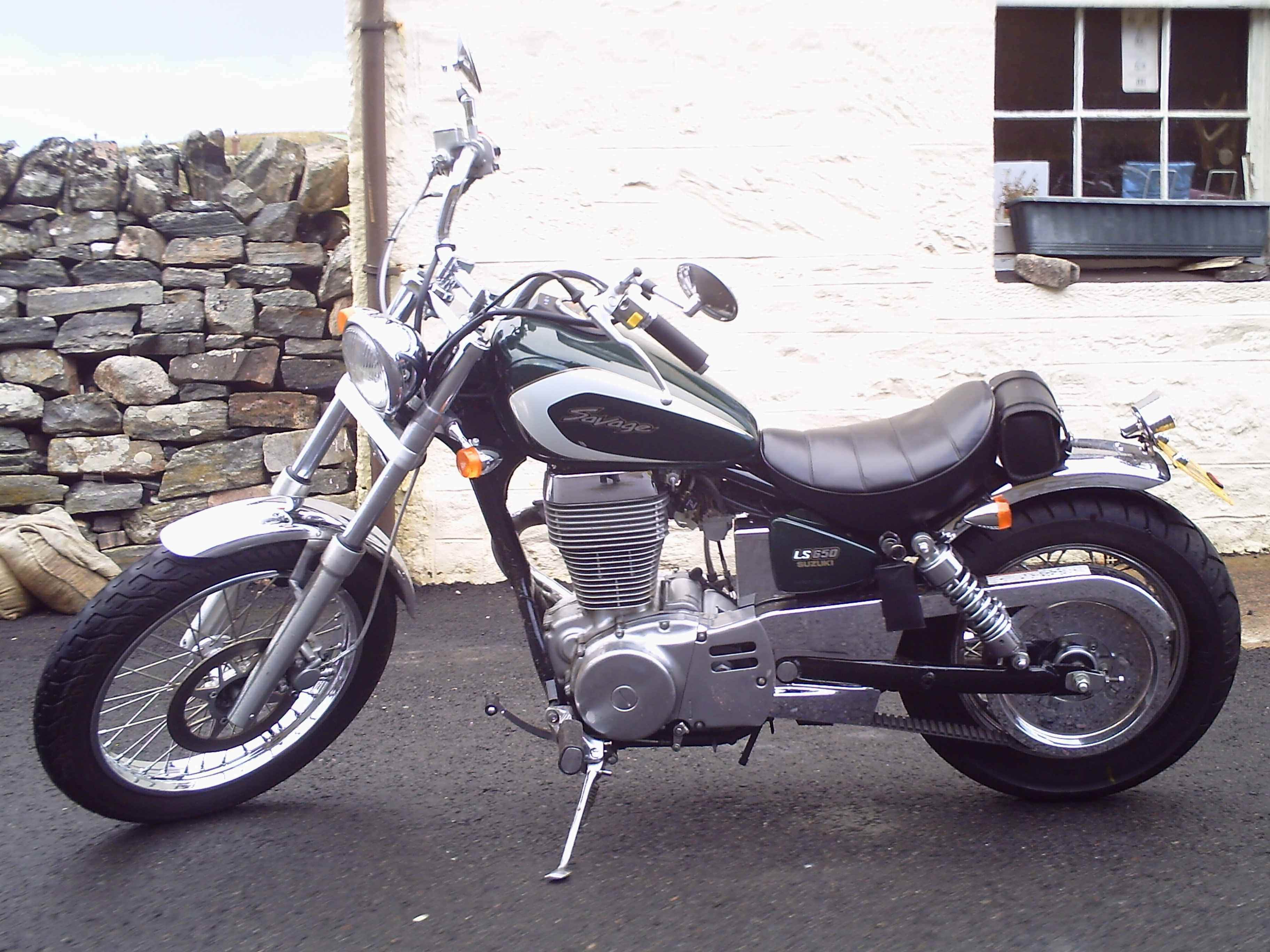
Suzuki Savage LS 650

Die Suzuki LS 650 Savage ist ein Motorradmodell des japanischen Herstellers Suzuki, das von 1986 bis 2000 für den deutschen Markt hergestellt wurde. In anderen Ländern wird ein nur wenig verändertes Modell unter dem Namen Boulevard S40 bis heute angeboten.

## Motor
Die Savage besitzt einen als Quadrathuber ausgelegten Einzylindermotor mit vier Ventilen und einer Ausgleichswelle. Quadrathuber bedeutet, dass Bohrung und Kolbenhub das gleiche Maß haben. Die Grundlagen des Motors reichen bis zur erfolgreichen Enduro Suzuki DR 600 zurück. Die Kraftübertragung auf das 15-Zoll-Hinterrad wird mithilfe eines Zahnriemens realisiert. Der Motor war bis 1994 in Deutschland nur mit 27 PS erhältlich. Dann gab es auch in Deutschland die international übliche 31-PS-Version. Das Getriebe hatte anfangs vier Gänge, ab 1991 wurde es mit fünf Gängen geliefert. Bis 1988 war auch ein Flachlenker erhältlich.
Die Suzuki LS 650 Savage ist als Chopper konzipiert, sie eignet sich daher wie alle Chopper nicht für eine schnelle, sportliche Fahrweise.

## Fahrwerk
Der Rahmen besteht aus einer Stahl-Einrohrrahmen-Konstruktion mit vor dem Motor gegabelten Unterzügen. Die Sitzhöhe beträgt niedrige 660 mm. Vorne führt eine Telegabel mit 140 mm Federweg das 19-Zoll-Vorderrad mit 100/90-19-Reifengröße. An der Hinterradschwinge zwei Kayaba-Stoßdämpfer mit 80 mm Federweg. Hinterrad 15 Zoll, Reifen  140/80-15 Reifen. Gewicht vollgetankt 179 kg. Vorne 240 mm großen Scheibenbremse. Hinten eine 160-mm-Trommelbremse, durch Gestänge betätigt.

## Schwachpunkte des Motorrades

### Steuerkettenspannsystem
Als Schwachpunkt des Motors gilt das Steuerkettenspannsystem, das spätestens nach einer Laufleistung von rund 20.000 Kilometern überprüft werden sollte. Die Ursache liegt in der Konstruktion des Kettenspanners.

### Nockenwelle
Auch die Nockenwelle neigt zum Pitting.

### Anlasserritzel
Unter Umständen ist dieser Schaden durch ein heiser-reibendes und schlagendes Geräusch beim Starten erkennbar. Ab dem Baujahr 1996 wurde eine Rutschkupplung beim Anlasser verbaut.

### Riemenantrieb
Ein weiterer Punkt ist das Pulley, das vordere Rad des Riemenantriebes. Oft löst sich dessen Befestigungsmutter und das Antriebsrad des Riemens bewegt sich auf der Welle.

### Schwingenlager
Wichtig ist es auch, die Schwingenlager zu prüfen. Bei der LS 650 ist speziell das linke Lager interessant. In den Rahmenrohren entsteht Kondenswasser. Da das Motorrad jedoch mangels Hauptständer immer auf dem Seitenständer abgestellt wird, sammelt sich ein Teil im linken Schwingenlager und sorgt dort für Korrosion und Verschleiß.

## Gebrauchtberatung
In der Flensburger KBA-Datei sind aktuell noch rund 7.300 angemeldete Exemplare der Suzuki LS 650 Savage aller Baujahre ausgewiesen (2017) Preise zwischen 700,- für schlecht erhaltene LS 650-Low-Rider und 2.400,- € für gepflegte Exemplare der SAVAGE im Originalzustand mit geringer Laufleistung. Wegen der hohen Stückzahlen und der langen Produktionsdauer ist sie noch kein Sammlerobjekt.

## Technische Daten
- Baujahr: 1986–2000
- Motor: luftgekühlt, 4-Takt, Einzylinder
- Hubraum: 652 cm³
- Bohrung × Hub: 94 mm × 94 mm
- Leistung: 20 kW  bei 5.200/min
- Drehmoment: 45,8 Nm bei 3.000/min
- Ventilsteuerung: 4 Ventile, OHC
- Vergaser: 1 Mikuni 40 mm
- Getriebe: 4-Gang; ab 1991 5-Gang
- Sekundärantrieb: Zahnriemen
- Fahrwerk: Einrohrrahmen
- Federweg v./h.: 140/80 mm
- Radstand: 1.480 mm
- Bremsen v./h.: Scheibe/Trommel
- Reifen v./h.: 100/90-19/140/80-15 oder 140/90-15
- Sitzhöhe: ca. 700 mm
- Tankinhalt: 11 l
- Gewicht: 171 kg
- Höchstgeschwindigkeit: 145 km/h